# Oslob
Oslob é um município de  quarta classe de renda municipal (d) na província Cebu, nas Filipinas. De acordo com o censo de 1 de maio  de  2020 possui uma população de 29 264 pessoas e 6 995 domicílios.